# Weiße Burg Friesheim
Die Weiße Burg ist eine Wasserburg und ein ehemaliger Rittersitz in Friesheim, einem Stadtteil von Erftstadt im Südwesten des nordrhein-westfälischen Rhein-Erft-Kreises. Das Herrenhaus wurde im Zweiten Weltkrieg zerstört, die Vorburg ist teilweise noch erhalten.

## Geschichte

### Fronhof des Kölner Domkapitels
Die als Niederungsburg errichtete Anlage ist wahrscheinlich die Nachfolgerin eines bereits im 11. Jahrhundert urkundlich erwähnten Fronhofes, der im 9. Jahrhundert im Besitz des Grafen Emundus von Friesheim war. Graf Emundus, der im Kölner Dom beigesetzt wurde, schenkte um 830 seinen Besitz „Friesheim“ dem Patron der Kölner Domkirche, dem heiligen Petrus, dessen irdischer Güterverwalter der Erzbischof von Köln war. Bei der von Erzbischof Gunthar von Köln vorgenommenen „Güterumschreibung“ im Jahr 866 fiel die Villikation Friesheim dem Domkapitel zu.

### Schlendersburg
Erstmals urkundlich erwähnt wurde die Burg 1399, als der Kölner Dompropst Heinrich von Berg den Vasallen Winrich von Schlenderhan damit belehnte.
Nach dem Verkauf der Burg durch die Nachkommen des Winrich von Schlenderhan an Johann von Munster im Jahr 1539 ließ dieser 1540 ein neues Herrenhaus bauen, das ein Offenhaus des Domkapitels sein musste. Seit 1554 war die Familie von Hoemen-Odenkirchen Eigentümerin, danach seit 1568 die Familie von Harff, von der sie 1592 an die Familie von Efferen zu Stolberg überging.

### Quentelsburg
Von ihnen kam die Burg 1661 an Ferdinand von Frenz, dessen Nachkommen 1681 den freiadeligen Sitz in Friesheim an den Kölner Domherrn Thomas von Quentel und seinen Neffen Franz von Quentel verkauften. Sie wurde 1683 gegen eine Jahresrente von 200 Goldgulden an Dompropst und Domkapitel zum Allodialbesitz erklärt.
Als Erzbischof Joseph Clemens von Bayern, der Nachfolger des Erzbischofs Maximilian Heinrich von Bayern die Güter seiner Gegner beschlagnahmen ließ, verlor Thomas von Quentel, der sich für den vom französischen König Ludwig XIV. favorisierten Nachfolgekandidaten Wilhelm Egon von Fürstenberg eingesetzt hatte, seinen Besitz. Nachdem 1689 Schloss und Kellnerei in Lechenich von den französischen Verbündeten Wilhelm Egons von Fürstenberg in Brand gesteckt worden waren, wohnte der Lechenicher Oberkellner mehrere Jahre in Friesheim auf der beschlagnahmten Quentelsburg, deren Haus restauriert und deren Gebäude zum Teil neu errichtet wurden. Zum Anwesen gehörte ein gepflegter Garten auf einer separaten Insel hinter der Burg.
Im Jahre 1697 gelang es Franz von Quentel, die Burg und den dazugehörigen Besitz gegen eine Summe von 13.000 Talern zurückzukaufen. Danach blieb die Burg, 1773 erstmals als „Weiße Burg“ bezeichnet, im Besitz seiner Nachkommen.

### Weiße Burg
Nach dem Tod des letzten Vertreters der Familie von Quentel im Jahre 1776 kam die Burg 1780 mit allem Zubehör, entsprechend dem Testament des Thomas von Quentel, an das Kölner Hospital Sankt Revilien in der Stolkgasse, bis der Besitz von der Armenverwaltung der Stadt Köln übernommen wurde.
Im Jahre 1917 verkaufte die Stadt Köln die Burg mit dem größten Teil der Ländereien an den Landwirt Ludwig Leuffen. Von ihm erwarb die Familie Leser-Rath die Burg, die sich noch heute im Besitz ihrer Nachkommen befindet.

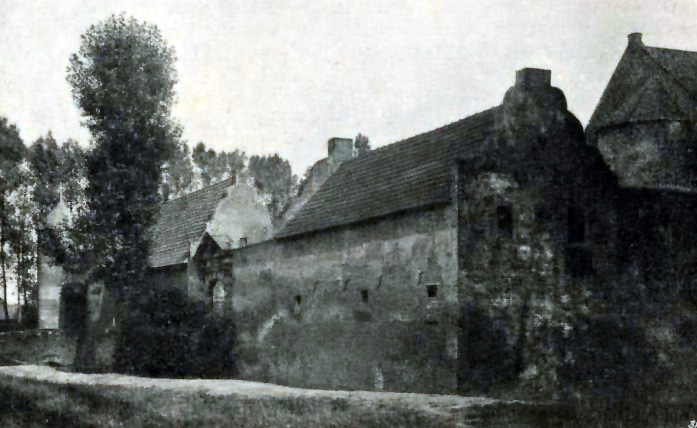
Weiße Burg um 1900

Bis zum Zweiten Weltkrieg bestand die viereckige von einem Wassergraben umgebene Anlage aus der Vorburg und dem westlich am Wirtschaftshof gelegenen Herrenhaus. Von der Nordseite führte eine Brücke zum Hauptportal, über dem noch die Rollen für die Zugbrücke erhalten waren. Zu beiden Seiten des Portals lagen lange Wirtschaftsgebäude. An den äußeren Enden des fensterlosen östlichen Trakts befanden sich hohe Ecktürme aus unverputzten Ziegeln mit Schiefer gedeckten Dächern. Das Herrenhaus war ein zweistöckiger Bau. Am nördlichen Giebel des Hauses schloss sich ein Treppenturm an. Auf der Wetterfahne mit dem Wappen Efferen-Metternich befand sich die Jahreszahl 1645.
Im 19. Jahrhundert wurden vier gleichmäßige Fensterachsen eingebaut. Der Garten lag getrennt von der Burg auf einer eigenen Insel.
Bei einem Bombenangriff im Zweiten Weltkrieg im November 1943 wurde die Burg schwer getroffen. Das Wohnhaus wurde bis auf die Grundmauern zerstört, Teile der Vorburg stark beschädigt.

## Heutige Anlage

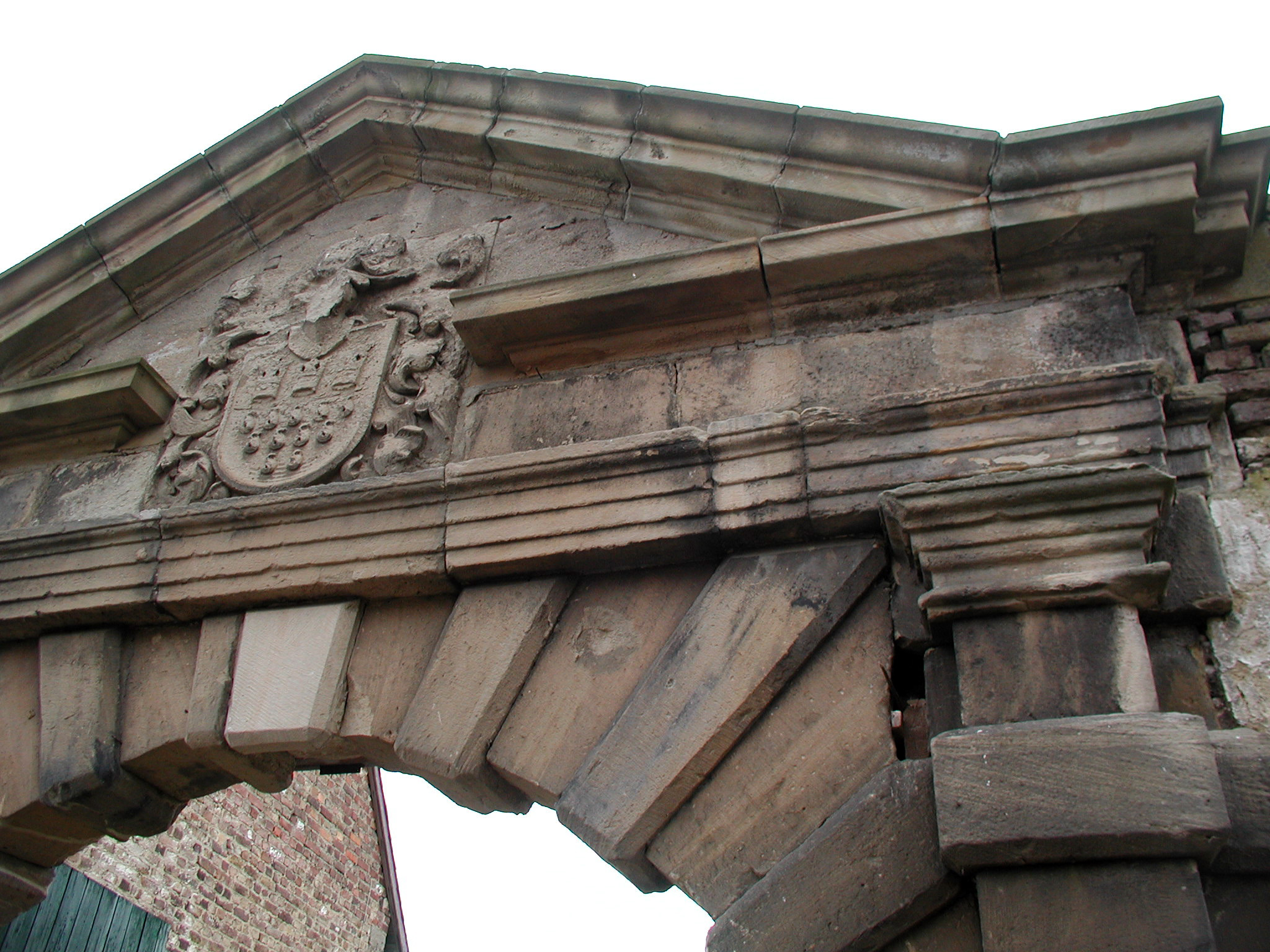
Kölner Wappen am Portal der Weißen Burg

Am südlichen Ortsrand von Friesheim liegt an der Weilerswister Straße die von einem zweiteiligen Wassergraben umgebene Weiße Burg, deren Gräben vom unmittelbar vorbeifließenden Rotbach gespeist werden. Der weiße Anstrich des verputzten Ziegelmauerwerks wird als restaurierungsbedürftig angesehen.
Die Vorburg ist U-förmig angelegt. An ihren äußeren Enden befindet sich jeweils ein Bastionsturm, von denen einer nach den Zerstörungen von 1943 wieder aufgebaut wurde, der andere ruinös erhalten blieb. Die Wirtschaftsgebäude der Vorburg wurden für die nach dem Zweiten Weltkrieg noch betriebene Landwirtschaft in vereinfachter Form wiederhergestellt, wobei das Dach auf der Ostseite nicht in originalgetreuer Höhe aufgebaut wurde. Auch die bei Paul Clemen genannten leicht geschweiften Stufengiebel fehlen. Das bis auf die Grundmauern zerstörte Herrenhaus wurde nicht wieder aufgebaut.
Von der Nordseite führt eine Bogenbrücke über den Wassergraben zum Hauptportal. Der Rundbogen wird flankiert von zwei bossierten Pilastern. Darüber befindet sich ein schwerer Architrav, auf dem ein Dreiecksgiebel liegt. In dem Giebelfeld ließ die Stadt Köln ihr Wappen anbringen.
Die Vorburg wird heute überwiegend zur Unterbringung von landwirtschaftlichen Gerätschaften genutzt, in dem zur Straße gelegenen Teil wurden ab 2016 Wohnungen eingerichtet.